# 정착생활
정착생활은 농업이 시작되면서 시작되었다. 최초의 정주 집단은 후기 구석기 시대에 발생하였으며 21세기 현재 대부분의 인류가 정착생활 중이다.
최초의 정착생활은 주요 생태계 자원이 밀집된 곳, 하구나 강 합류점 등에서만 일어났다. 농업을 기반으로 하기 때문에 가축을 기를수 있어야 하며 생산된 식량을 유지 보관 하기 위해 발효, 건조와 같은 기술과 도자기등의 물건도 필요했다.

## 같이 보기
- 나시레마
- 서양 문화
- 인디언 보호구역
- 유랑민
- 이목 (목축)